# Staffan William-Olsson

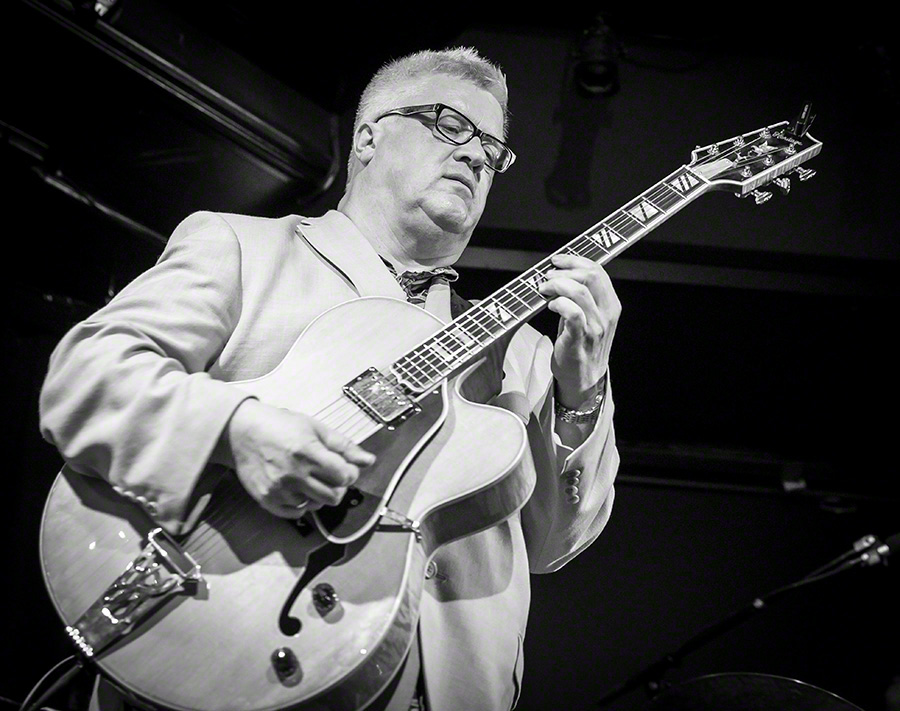
Staffan William-Olsson under Oslo Jazzfestival 2016

Staffan William-Olsson, född 13 december 1959 i Göteborg, är en svensk musiker.  
Efter klassiska pianostudier vid musikhögskolan i Göteborg – William-Olsson är självlärd gitarrist – övertog han platsen efter Ulf Wakenius i den svenska fusion-gruppen "Hawk on Flight". Han spelade också med Bob Berg, Lee Konitz och Palle Mikkelborg. 
Han flyttade till Oslo 1986 och arbetade som frilansgitarrist då han blev medlem av hårdrockgruppen Sons of Angels 1989. Bandet fick skivkontrakt med Atlantic Records och turnerade på USA:s östkust och i Europa. Plattan sålde 100 000 exemplar. Bandet upplöstes. 
The Real Thing blev, 1992, första solo-CD:n, "Three Shades of Blue", blev Spellemannprisnominerad år 1995. Den andra CD:n, "Smile!" (också den nominerad), släpptes i november 1998. Därefter har det kommit två ytterligare album: Oak Road Boogaloo 2000 och Pop! 2002. 2005 startade William-Olsson ministorbandet Sharp 9, med inspirationskällor som Art Pepper + 11 och Miles Davis. Med Sharp 9 har han gett ut "NO:Network (2004) och "Sudoku" (2007).